# Таперт, Вильгельм
Вильгельм Таперт (нем. Wilhelm Tappert; 19 февраля 1830, Бунцлау, ныне Польша — 27 октября 1907, Берлин) — немецкий музыкальный критик и музыкальный педагог.
Получил педагогическое образование в своём родном городе и работал школьным учителем, затем учился музыке у Теодора Куллака (фортепиано) и Зигфрида Дена (теория). После ещё нескольких лет учительской работы в Глогау в 1866 г. обосновался в Берлине и открыл школу для пианистов. В 1878—1881 гг. главный редактор «Всеобщей музыкальной газеты», публиковался и в других периодических изданиях.
Таперт был горячим поклонником музыки Рихарда Вагнера, много писал о ней, опубликовал о жизни и творчестве Вагнера книгу (1883), но наибольшее внимание привлёк своеобразным контрпропагандистским трудом «Вагнеровский лексикон: словарь оскорблений» (нем. Ein Wagner-Lexicon: Wörterbuch der Unhöflichkeit; 1877), второе издание под названием «Рихард Вагнер в зеркале критики» (нем. Richard Wagner im Spiegel der Kritik; 1903), — в этой книге в алфавитном порядке собраны все оскорбительные выражения, которыми откликались на музыку Вагнера современники. Среди других полемических сочинений Таперта — брошюра «Запрет параллельных квинт» (нем. Das Verbot der Quintenparallelen; 1869), в которой доказывалось, что распространённое представление о гармонической недопустимости параллельных квинт не имеет под собой никаких оснований. Кроме того, Таперт был коллекционером старинных нотных записей и составил сборник «Пенье и звон из давних времён» (нем. Sang und Klang aus alter Zeit), в который вошли сто композиций для лютни. Таперту принадлежит также некоторое количество фортепианных и вокальных сочинений и сборник стихов (1878).